# 4776 Luyi
4776 Luyi је астероид главног астероидног појаса чија средња удаљеност од Сунца износи 2,313 астрономских јединица (АЈ).
Апсолутна магнитуда астероида је 14,9.